# Carl Barks
Carl Barks (født 27. marts 1901, død 25. august 2000) var tegner og forfatter dels hos Walt Disney Companys tegnefilmafdeling, dels hos forlag der lavede tegneserier for Walt Disney Company.
Barks begyndte at arbejde for Disney Company i 1935, et år efter Anders Ands debut.
Han var bl.a. med i andeteamet som assistent og in-betweener med instruktøren Jack King og Chuck Couch, Harry Reeves og Jack Hannah og var med til at lave tegnefilm som Donald's Nephews (1938), Donald's Cousin Gus (1939), Timber (1941), The Vanishing Private (1942) og The Plastics Inventor (1944).
Barks stoppede frustreret over arbejdsbetingelserne i 1942. Barks fik senere arbejde hos Western Publishing, hvor han fra begyndelsen håbede på selv at skabe nye figurer, men han blev kun bedt om at lave Anders And-tegneserier. Han lavede dog tidligt en række serier med Bruno Bjørn, en bjørn med det samme koleriske temperament som anden.
Barks producerede serier i de næste tre årtier. Ud over at give Anders And en mere behagelig og knap så hidsig personlighed, omgav han ham med en række excentriske og farverige figurer som Joakim von And – den rigeste and i verden, Fætter Højben – Anders' ufattelig heldige fætter, opfinderen Georg Gearløs, Bjørne-banden, troldkvinden Hexia de Trick og Grønspætterne – den verdensomspændende spejder-organisation. Han "opdagede" også grundstoffet bombastium.
De som arbejder hos Disney eller dets licenshavere, gjorde det først anonymt; historierne bar kun Disneys navn og et kort identifikationsnummer. Læserne af Anders And- og Onkel Joakim-historierne op gennem 1940'erne, 50'erne og 60'erne navngav derfor deres yndlingstegner med synonymet Den gode tegner.
Årsagen til det anonyme, men meget rammende navn var at udgiveren af Disney-tegneserier – Western Publishing – ikke ønskede at skaberne skulle komme i kontakt med deres fans og derfor forsøgte at forhindre enhver kommunikation mellem dem. De var bl.a. bange for at skaberne af serierne ville kræve langt mere i løn hvis deres popularitet blev kendt.[kilde mangler]
Alligevel lykkedes det omkring 1965 for fans – gennem Disney-studierne – at finde frem til at Den gode tegners virkelige navn var Carl Barks. I dag er det mere reglen end undtagelsen at Disney-tegnere og -forfattere krediteres i bladene.
Barks' historier var populære ikke kun blandt børn, men også blandt voksne. Til trods for at Barks kun har rejst meget lidt, har han ladet sine ænder rejse kloden rundt til de mest mærkelige og afsides steder.
Carl Barks gik på pension i 1966, men han fortsatte med at skrive en del historier for Western. Han begyndte at lave oliemalerier med scener fra sine historier, og de blev hurtigt mange penge værd.
Carl Barks besøgte Danmark i 1994 som led i en Europa-turné arrangeret af Egmont. Han ankom 9. juni med Oslobåden og besøgte de næste 4 dage bl.a. Tivoli, Nationalmuseet (hvor 28 af hans malerier var udstillet) og Det Kulørte Bibliotek. 
Carl Barks døde den 25. august 2000, 99 år gammel.
I Danmark var han hovedleverandør af andehistorier fra det første nummer af Anders And & Co. i 1949 til 1963, hvor andre andetegnere gradvis overtog pladsen. Takket være hans store popularitet er hans historier genoptrykt i senere numre, og aldrig tidligere oversatte historier er blevet trykt. Tillige er flere af hans lange andehistorier udgivet som solohæfter og månedshæfter fra Gutenberghus.
Som den eneste udlænding blev Carl Barks en del af den danske kulturkanon i 2006 med den lange historie Anders And og den gyldne hjelm.
I et stort fællesnordisk projekt blev Carl Barks' komplette Disney-tegneserier genudgivet 2005-2008 i 30 luksusbind i 10 kassetter som Carl Barks' Samlede Værker. I Norge fortsætter serien med Barks' andet arbejde (vittighedstegninger, ikke-Disney-tegneserier, tegnefilmsskitser og malerier) i fire bind samt to oversigtsbøger om Barks arbejder.

I USA er hans tegneserier genudgivet i serierne The Carl Barks Library og i The Complete Carl Barks Disney Library.